# 赡思
赡思（1277年—1351年），字得之，元朝大食人，官员。

## 生平
祖父鲁坤随蒙古军东迁居丰州，官至真定、济南等路监榷课税使，迁居真定（今河北正定）。赡思幼年好学，博览群经，师事翰林学士承旨王思廉。为乡里所推重。轻仕途，拒应试。长大后被侍御史郭思贞、翰林学士承旨刘赓、参知政事王士熙上章推荐。泰定三年（1326年），以遗逸名义征至上都，元泰定帝召见，甚得宠幸。当时倒剌沙擅权，赡思不愿依附，以养亲辞归乡里。
天历三年（1330年），召为应奉翰林文字，元文宗在奎章阁召见，赡思所著呈《帝王心法》。文宗命他参预修纂《经世大典》，他和诸儒意见不合，请辞。元文宗命奎章阁侍书学士虞集挽留不果，最后赐钞放还。至顺四年（1333年），被命为国子博士，因母亲去世没有赴任。
元惠宗至元二年（1336年），赡思为陕西行台监察御史，向皇帝上奏，提出要“法祖宗、揽权纲、敦宗室、礼勋旧、惜名器、开言路、复科举、罢卫军、一刑章、宽禁纲”等十事。都是时臣所不敢言。赡思执法公正，亲属为非作歹，赡思予以查办。绍熙府旧地（今四川荣县）流民私开盐井，杀害官府巡卒。赡思捕其首领，请求朝廷安抚襄、汉流民，元朝设置绍熙宣抚司。至元三年（1337年），赡思授佥浙西肃政廉访司事，惩治贪官。至元四年（1338年），改佥浙东肃政廉访司事，昭雪冤案，有政绩。后称病归隐。至正四年（1344年），授江东肃政廉访副使，至正十年（1350年），召任秘书少监，他称病不赴任。至正十一年（1351年），在家病故，赠嘉议大夫、礼部尚书、上轻车都尉，追封恒山郡侯，谥号文孝。
他博通经史、易学、天文、地理、算数、水利、旁及外国之书。有文集三十卷，皆佚，仅有《重订河防通议》经《永乐大典》保存传世。陈垣在《常山贞石志》发现其文五篇：《加号大成诏书碑阴记》《哈珊神道碑》《善众寺创设方丈记》《龙兴寺钞主通照大师碑》《龙兴寺主持佛光弘教大师碑》。

## 著作
- 《四书阙疑》
- 《五经思问》
- 《奇偶阴阳消息图》
- 《老庄精诣》
- 《镇阳风土记》
- 《续东阳志》
- 《重订河防通议》
- 《西国图经》
- 《西域异人传》
- 《金哀宗记》
- 《正大诸臣列传》
- 《审听要诀》

## 延伸阅读
[在维基数据编辑]
 《元史·卷190》，出自宋濂《元史》